# 法蘭·費丁
法蘭西斯·大衛·"法蘭"·費丁（英語：Francis David "Frank" Fielding，1988年4月4日—），出生在蘭開夏郡城市布萊克本，是一名英格蘭職業足球運動員，司職門將，現時效力英冠球會斯托克城。

## 生平

### 球會
布力般流浪
費丁出身自布力般流浪的青訓系統。由於韋甘比原本的一隊門將史葛·舒利亞和占美·楊格均受傷，因此他與保頓門將普爾·卡茲米爾查克於2007年9月28日被各自所屬的球會一同外借至處於英乙的韋甘比。費丁在外借後的第一日便在對巴拉福特的賽事中上陣，並保持不失球，協助球隊以1-0擊敗對手。費丁在這段期間的阻擋敵將射門和開龍門球的能力令人印象深刻，他因此迅速成為韋甘比忠實的球迷間的寵兒。2008年1月10日，他良好的表現使借用期延長至球季結束。他在占美·楊格復操後成功保持著自己的正選位置。
9月9日，他被球會外借至諾咸頓。
12月12日，他重返布力般流浪並在2009年1月6日被外借至羅奇代爾。他在對基寧咸的附加賽賽事中表現觸目，不過羅奇代爾最終並未能爭取到決賽席位。2月2日，費丁延長了在羅奇代爾的借用期，直至2008/09球季結束。
2009年9月29日，費丁被緊急外借至列斯聯一個月。由於沙恩·希捷士大腿受傷，故由卡斯柏·安卡格連所代替，而費丁加盟的作用則是在沙恩·希捷士受傷的這段期間，支援卡斯柏·安卡格連。2009年10月26日，他重返布力般流浪。2010年2月1日費丁再被外借到羅奇代爾直到球季結束。2010年10月15日費丁又獲外借到英冠球會打比郡一個月，在其上陣的6場賽事打比郡取得5場勝仗，其中3場更保持沒有失球，因而獲延長借用1個月，於打比郡正選門將（Stephen Bywater）傷愈後，費丁才被送返母會，外借期間連續上陣10場。2011年2月25日，打比郡於兩名門將同告受傷後，再次借用費丁直到球季結束。
打比郡
2011年5月9日打比郡宣佈正式羅致費丁，簽約三年，轉會費沒有透露，新約於7月1日開始生效。

### 國際賽
11月18日，費丁在布拉莫巷体育场對捷克U21的賽事進行至33分鐘時入替受傷的祖·李維士而首次代表英格蘭U21上陣。他的處子戰值得他人注意，因為他剛剛在一天前代表諾咸頓在足總杯上陣，同樣是處子戰上陣的還有前列斯聯中場法比安·迪夫。

## 外部連結
- （英文）足球数据库：法蘭·費丁的球员统计数据